# 烏希切塔
烏希切塔是位於塞爾維亞首都貝爾格勒的一座25層的高層建築，高110公尺。目前是塞爾維亞最高的大樓。烏希切塔修建於1964年，當時高度105米，是南斯拉夫共產主義者聯盟中央委員會的办公大樓。1999年4月21日，烏希切塔在北約的空襲中嚴重被毀，但並未倒塌，仍保持完整的結構。空襲當時沒有人在塔內。2003年，開始重建，还增加兩層。

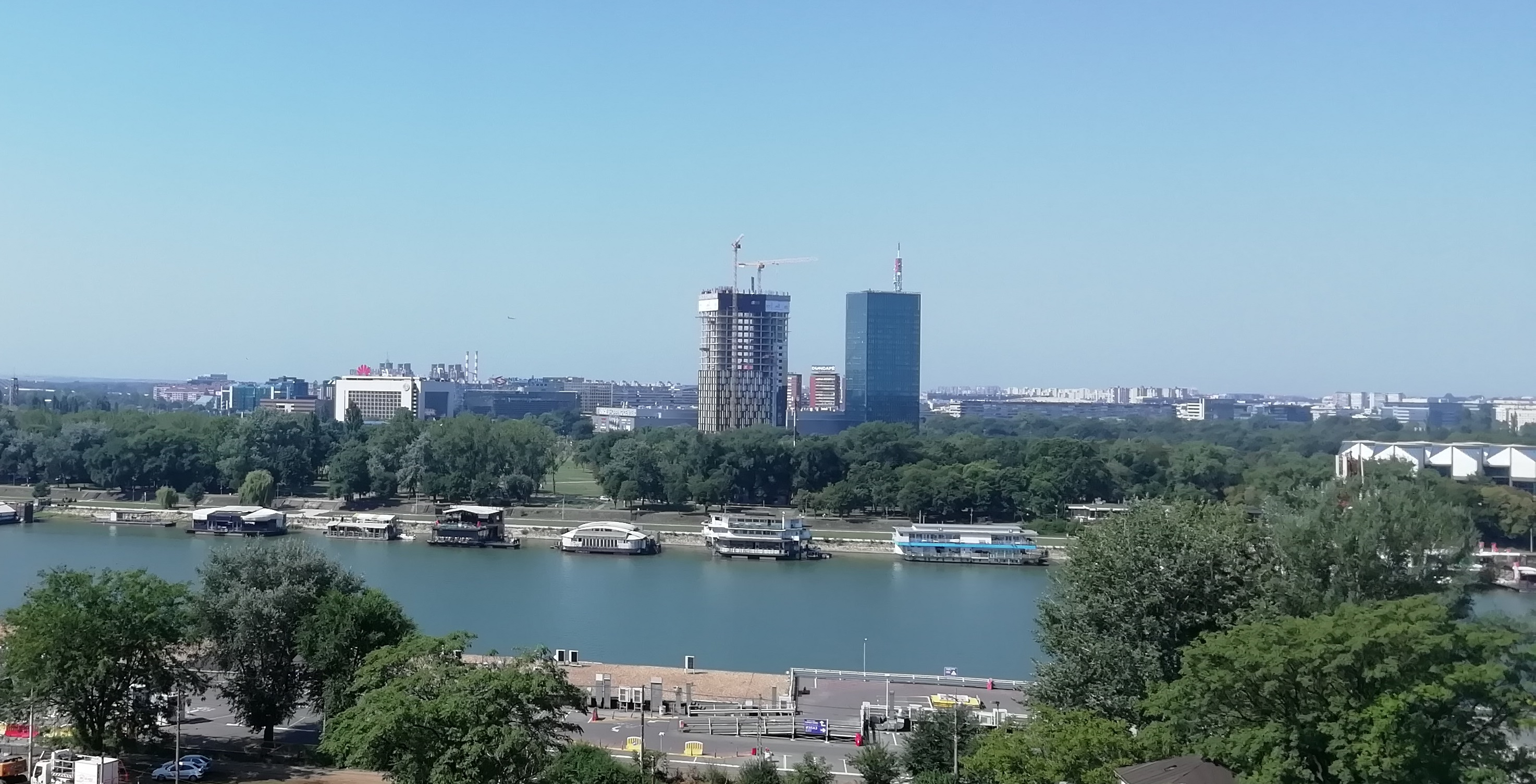
2019年的烏希切塔